# Ambasada Gwatemali w Warszawie
Ambasada Gwatemali w Warszawie (hiszp. Embajada de Guatemala) – misja dyplomatyczna Republiki Gwatemali, funkcjonująca w latach 1999–2000 i od 2022.

## Historia
W latach 1914–1938 funkcjonował konsulat Gwatemali w Gdańsku, m.in. przy Holzmarkt 15–16 (obecnie Targ Drzewny) (1914–1918), Rennerstiftsgasse 1 (ob. ul. Gdyńskich Kosynierów) (1919–1922) oraz Hundegasse 65 (ob. ul. Ogarna) (1923–1938).
Stosunki dyplomatyczne między Gwatemalą i Polską zainicjowano w 1933.
W 1948 kontakty te reaktywowano. Stosunkowo krótko Gwatemala utrzymywała ambasadę w Warszawie przy ul. Genewskiej 37 (1999–2000). Następnie sprawy Gwatemali reprezentowała w Polsce ambasada z siedzibą w Berlinie przy Joachim-Karnatz-Allee 45–47 (2001–), następnie przy Kaiserdamm 20 (2021–2022). W 2023 Gwatemala ponownie uruchomiła ambasadę w Warszawie, z siedzibą w Warsaw Financial Center przy ul. Emilii Plater 53, XXIp.